# White (rivière du Yukon)
Pour les articles homonymes, voir White et Rivière Blanche.
La rivière White (en anglais : White River ; en hän : Tadzan ndek ou rivière Blanche) est un affluent de 322 kilomètres du fleuve Yukon, situé dans le territoire canadien du Yukon et dans l'État américain de l'Alaska. La route de l'Alaska traverse la rivière près de Beaver Creek.
La rivière Blanche est alimentée par les glaciers et contient de grandes quantités de sédiments en suspension. Elle transporte 19 millions de tonnes de sédiments par an dans la partie supérieure de son bassin. Cela change radicalement la clarté du fleuve Yukon, qui reste chargé de sédiments du confluent à son embouchure. 